# يوجين ماكدونل
يوجين ماكدونل (بالإنجليزية: Eugene McDonnell)‏ هو رياضياتي وعالم حاسوب أمريكي، ولد في 18 أكتوبر 1926، وتوفي في 17 أغسطس 2010 في بالو ألتو في الولايات المتحدة.